# 阴极射线管

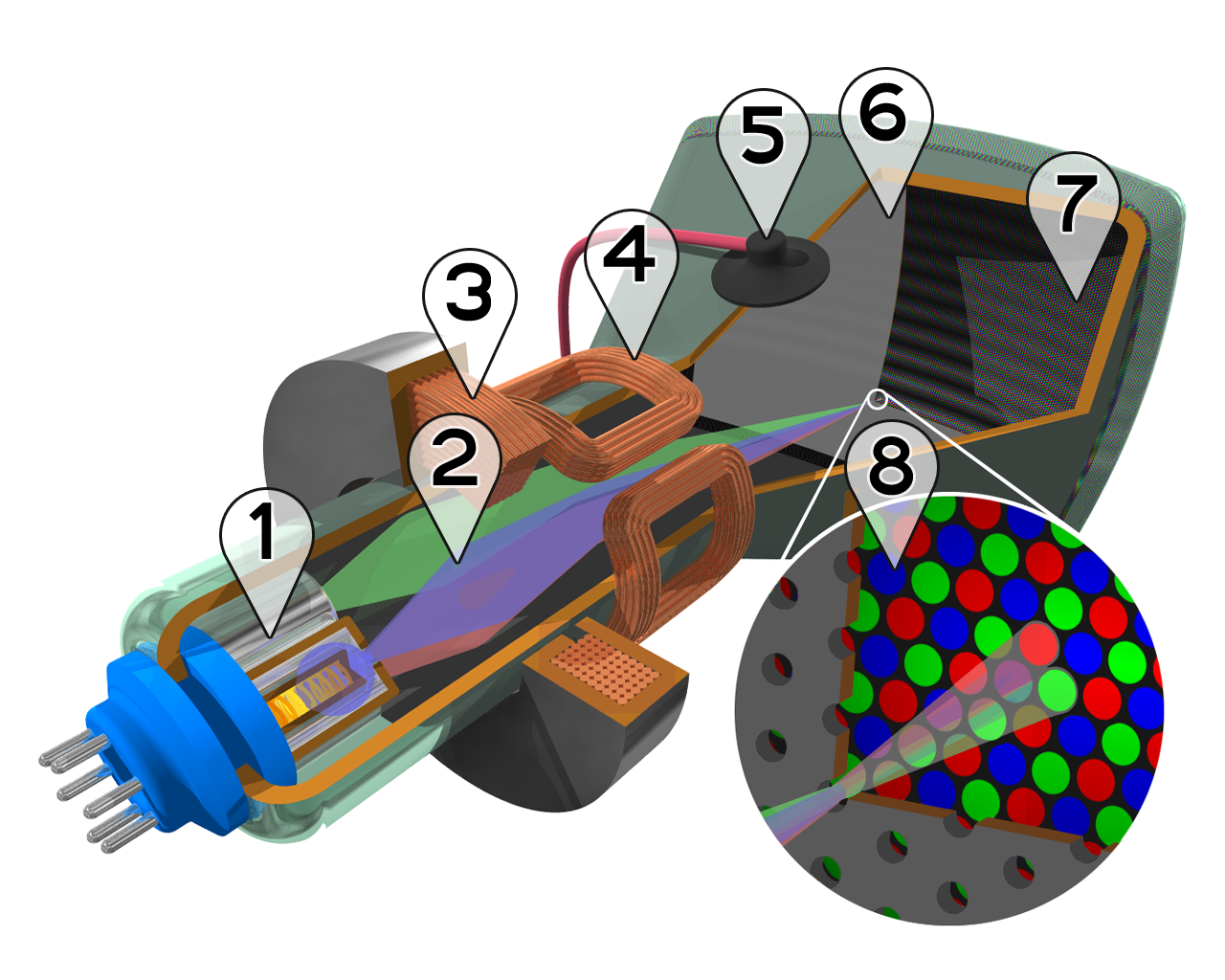
彩色陰極射線管的剖面圖: 1. 電子鎗2. 電子束 3. 聚焦線圈 4. 偏向線圈 5. 陽極接點 6. 電子束遮罩區隔顏色區域 7. 熒光幕分別有紅綠藍熒光劑分區塗佈 8. 彩色熒光幕内側的放大圖

陰極射線管（英語：Cathode ray tube，縮寫 CRT），又称显像管、布朗管，是一种用于显示系统的物理仪器，曾广泛应用于示波器、电视机和显示器上。它是利用陰極電子槍發射電子，在陽極高壓的作用下，射向熒光屏，使熒光粉發光，同時電子束在偏轉磁場的作用下，作上下左右的移動來達到掃描的目的。早期的阴极射线管僅能顯示光線的強弱，展現黑白畫面。而彩色阴极射线管具有紅色、綠色和藍色三支電子槍，三支電子槍同時發射電子打在熒幕玻璃上磷化物上來顯示顏色。

陰極射線管中，電子束在磁場的作用下偏轉。

由于它笨重、耗電且較佔空間，不適合用於便攜設備，而且使用材料多，已很難壓低生產成本，電漿顯示器等平面螢幕發展後就開始式微。陰極射線管的市場剩下極重視色彩表現、需要極高反應速度及低溫環境下、甚至是復古遊戲等特殊用途。不過2000年代起，幾乎被輕巧、省電且省空間的液晶显示器（LCD）完全取代，2015年後走向停產。

## 歷史
最早的阴极射线管是由英國人威廉·克魯克斯首创，可以發出射線，這種陰極射線管被称为克鲁克斯管（Crookes tube）。
德國人在陰極射線管上塗佈熒光物質，此種陰極射線映像管被稱為布朗管，在德國、日本等地，仍廣泛使用布朗管這一稱呼。

## 映像管的種類
1. 磁場偏向型：以磁場令電子束產生偏向，產生磁場的偏向線圈附加在陰極射線管頸部外側。電視機和电脑显示器使用此種方式的映像管。
2. 電場偏向型：以電場令電子束產生偏向，產生電場的偏向極板內建在陰極射線管內部。示波器使用此種方式的映像管，以利應付不同的掃描頻率，但此方式需要較長的管身，主要用於電子儀器。
3. 威廉士管：具有記憶保持功能的特殊陰極射線管。

## 外部連結
- 陰極射線管原理與應用